# Menemerus fasciculatus
Menemerus fasciculatus là một loài nhện trong họ Salticidae.
Loài này thuộc chi Menemerus. Menemerus fasciculatus được Pelegrin Franganillo-Balboa miêu tả năm 1930.